# Motor
Motor (tudi pogonski stroj) je stroj, ki pretvarja notranjo in tlačno energijo v mehansko delo. Pri uporabi besede motor brez predpone, se ta izraz napogosteje uporablja za motor z notranjim zgorevanjem. Poleg motorja z notranjim zgorevanjem pa obstajajo še druge vrste motorjev, kot so: električni, pnevmatski, hidravlični in drugi. Motor je tudi pogovorni izraz za motocikel.